# Karol Točík
Karol Točík (1890 – 1960) pocházel ze zaniklé oravské vesnice Ústí nad Oravou, avšak celý svůj produktivní život prožil v Kysucích jako kněz. Po studiích v Ostřihomi, a později v Nitře, působil jako kaplan v Rakové, Kolárovicích, Nové Bystrici a Turzovce, kde byl jmenován farářem a tuto funkci pak zastával více než 40 let. Během působení v Turzovce se intenzivně věnoval historickému výzkumu se zaměřením na dějiny Turzovky a širšího okolí. Byl prvním historikem Kysuc. Na základě archivního výzkumu sestavil několik na svou dobu výjimečných prací které však zůstaly pouze v rukopise. Byl výraznou autoritou a významnou osobností, která zasahovala do sociální, politické i kulturní oblasti tehdejší hornokysucké společnosti. Pohřben je v Turzovce.

## Mládí
Karlovi rodiče byli pláteníci a později se usadili na území dnešního Maďarska, v Papu (Vesprémské župě), kde mladý Karol žil od svých čtyř let. Lidové školy a gymnaziální studia absolvoval v Papu. Po jejich úspěšném skončení jej přijali do semináře v Ostřihomi, kde dokončil pět semestrů. V Ostřihomském semináři se stal členem slovenského sdružení, které pěstovalo slovenský jazyk a literaturu a bylo ve stálém spojení se slovenskou katolickou kulturní institucí - Spolkem sv. Vojtěcha.

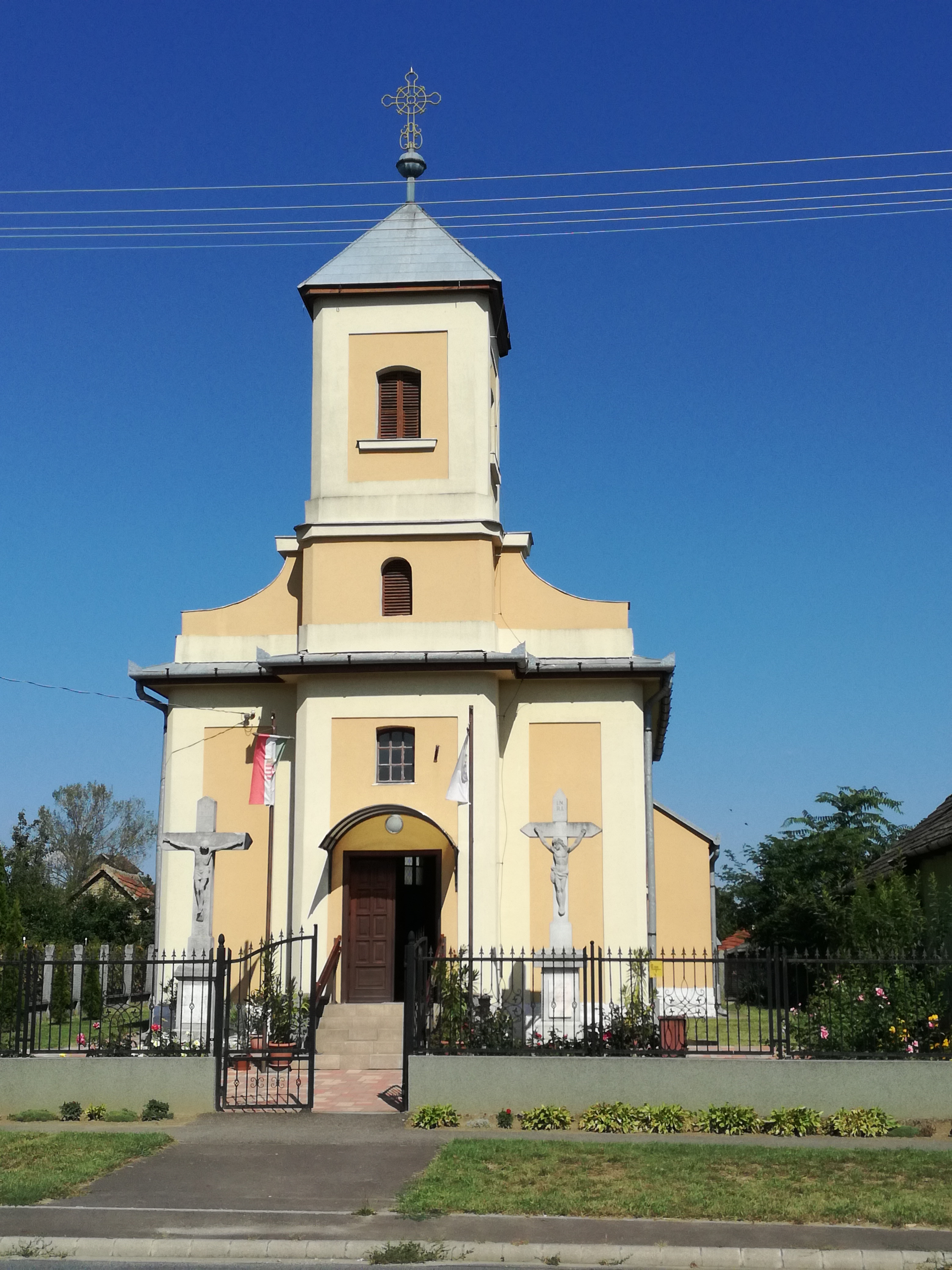
Katolický kostel v Pape, který mladý Karol navštěvoval

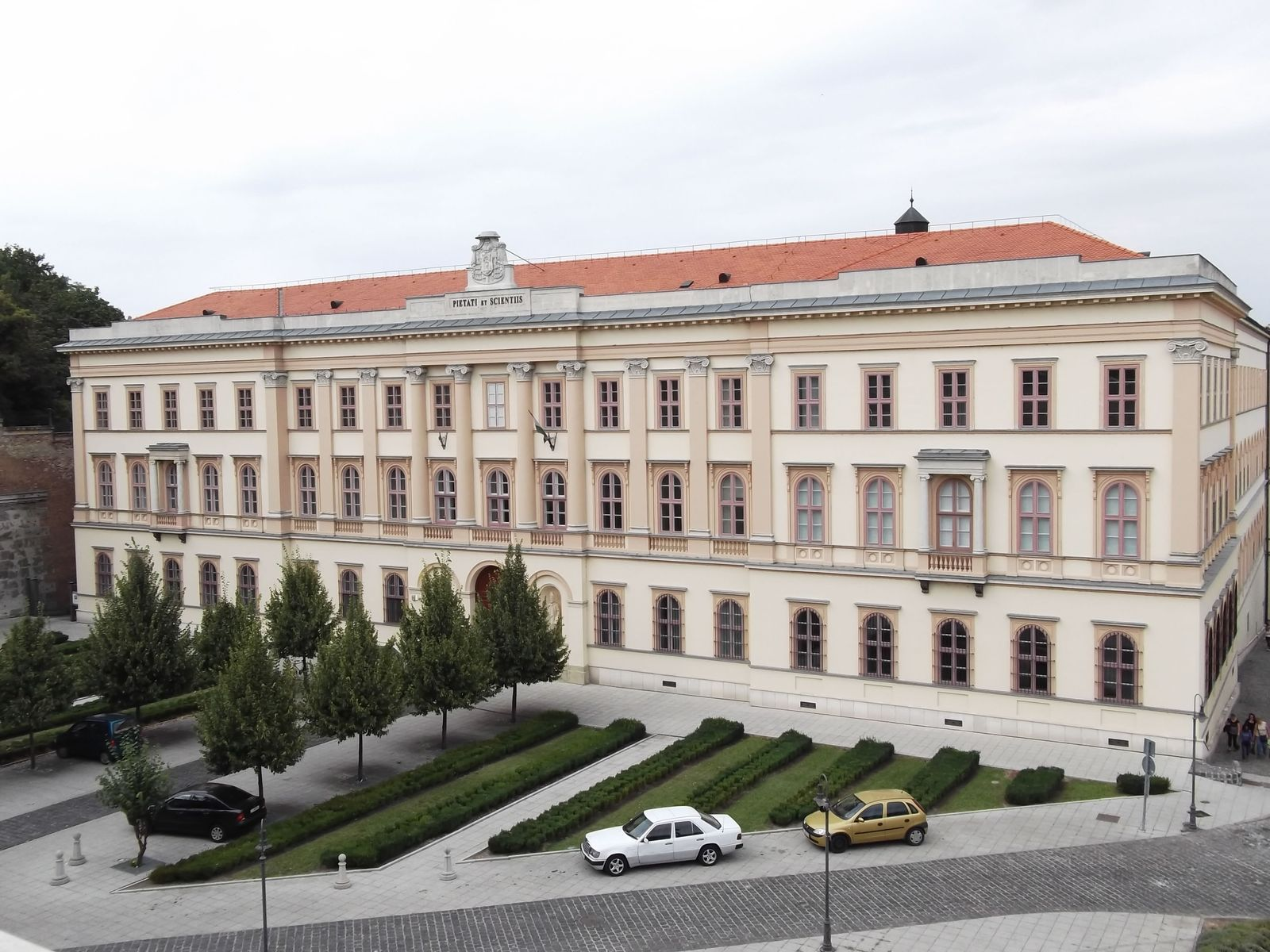
Budova Ostřihomského semináře

## Odkaz

### Cena Karla Točíka
Na jeho památku se Sdružení Terra Kisucensis rozhodlo od roku 2012 udělovat Cenu Karla Točíka za mimořádný přínos v oblasti výzkumu Kysuc nebo jeho podpory v společensko-vědních disciplínách (archeologie, historie, etnografie, filologie, archivnictví a pomocné vědy historické).

### Městské muzeum Karla Točíka v Turzovce
Památce tohoto významného Turzovského kněze a děkana bylo věnováno také Městské muzeum Karla Točíka v Turzovce, které vzniklo v roce 2015. Fungování muzea začalo od 1. května 2016. První výstava "Dědictví otců" průřezově prezentovala různé předměty související s dějinami bývalé velké Turzovky.

## Dílo
- Církevní dějiny Turzovky a celých Kysuc[7]
- Obyvatelé Turzovky, Olešné, Vysoké, Podvysoká, Dlhé a Turkova roku 1694 - 1702
- Spor hraniční na Kysucích
- Když starý Jantulík umíral
- Tereziánský Urbář 1770 a Urbárska regulace